# Cochise

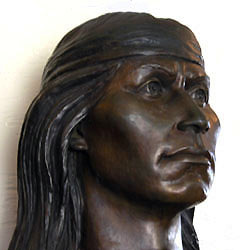
Cochise (Bronze-Büste von Betty Butts nach einer historischen Abbildung von Cochise. Standort: Fort Bowie National Historic Site, Arizona, USA.)

Cochise (auch Cheis oder A-da-tli-chi – ‚Hartholz‘; in Apache K’uu-ch’ish – ‚Eiche‘, englische Aussprache: [koʊˈtʃiːs]) (* zwischen 1810 und 1823; † 8. Juni 1874 im Südosten des heutigen Arizona, USA) war ein Anführer der Chihuicahui-Lokalgruppe der Chokonen (‚Ridge of the Mountainside People‘, wirkliche oder Zentrale Chiricahua genannt) sowie in den 1860er und frühen 1870er Jahren bedeutendster und einflussreichster Häuptling (oder Nantan) der Chokonen-Gruppe (engl. Band) der Chiricahua-Apachen.

## Hintergrund
Neben den Chokonen wurden (und werden heute) von Spaniern/Mexikanern sowie US-Amerikanern die Bedonkohe (‚In Front of the End People‘ oder ‚Standing in front of the enemy‘, Nordöstliche Chiricahua), die Chihenne (‚rot bemaltes Volk‘, auch Östliche Chiricahua) und Nednhi (‚feindliches Volk‘, ‚Volk, das Ärger bereitet‘, auch Südliche Chiricahua) zu den Chiricahua-Apache gezählt, diese Gruppen waren zwar untereinander verwandt und schlossen sich manchmal im Krieg zusammen, jedoch agierten sie meist unabhängig voneinander.
Obwohl sie sich primär als Bedonkohe oder Chokonen betrachteten und manchmal sogar gegeneinander kämpften, grenzten sie sich auf Grund ihrer kulturellen sowie sprachlichen Ähnlichkeit untereinander gegen die benachbarten Westlichen Apachen und Mescalero-Apachen ab. Für die allgemein als Chiricahua Apache bezeichneten Gruppen waren nur zwei Chokonen-Lokalgruppen wirkliche Chiricahua: einmal Cochises Lokalgruppe, die Chihuicahui, sowie die als Chokonen bezeichnete unter der Führung von Häuptling Chihuahua (in Apache: Kla-esh) sowie seines Bruders und segundos Ulzana (auch als Josanni oder Jolsanie bekannt).
Nur die Lokalgruppen hatten gewählte Anführer (sog. Nantan, manchmal auch Frauen), aber es gab keine anerkannten Häuptlinge, die eine allumfassende Gewalt über die ganze Gruppe (engl. Band), wie z. B. die Chokonen, ausüben konnten. Diese Anführer besaßen Prestige, das sie sich durch ihre Fähigkeiten und persönliche Überzeugungskraft erworben hatten. Zudem waren die meisten Nantans zusätzlich Diyins (Medizinmänner), die eine spezielle Kraft (Diya) besaßen, die es ihnen ermöglichte, Menschen zu führen und die sakralen Aspekte des Raubzuges als auch des Krieges zu berücksichtigen. Alle bekannten Anführer, wie Cochise, Mangas Coloradas, Victorio, Juh, waren jeweils nur Anführer ihrer jeweiligen Lokalgruppe – jedoch war Cochise niemals der Häuptling aller Chokonen oder Mangas Coloradas derjenige aller Chihenne. Cochise war zwar Nantan und Diyin der Chihuicahui-Lokalgruppe der Chokonen, dies verpflichtete aber keineswegs Chihuahua, den Anführer der Chokonen-Lokalgruppe, automatisch zu Gehorsam, sondern er war frei in seinen Entscheidungen und konnte, wenn er wollte, sich Cochise zeitweise anschließen. Es ist nicht zu leugnen, dass Victorio oder Mangas Coloradas einen enormen Einfluss auf benachbarte Lokalgruppen hatten (und deren Anführer sich gerne ihnen anschlossen), aber befehlen oder für diese einen verbindlichen Vertrag schließen konnten sie nicht.

## Leben und Wirken
Cochises Leben war geprägt durch die anhaltenden Kämpfe der Apachen gegen die zunehmende Besiedlung des äußersten Nordens von Mexiko durch Mexikaner und des heutigen Südwestens der USA durch Angloamerikaner. Während es den Apachen gelang, die Mexikaner immer wieder aus ihrer angestammten Heimat zurückzudrängen, unterlagen die Chokonen unter Cochises Führung nach jahrzehntelangem Guerillakampf dem US-Heer.

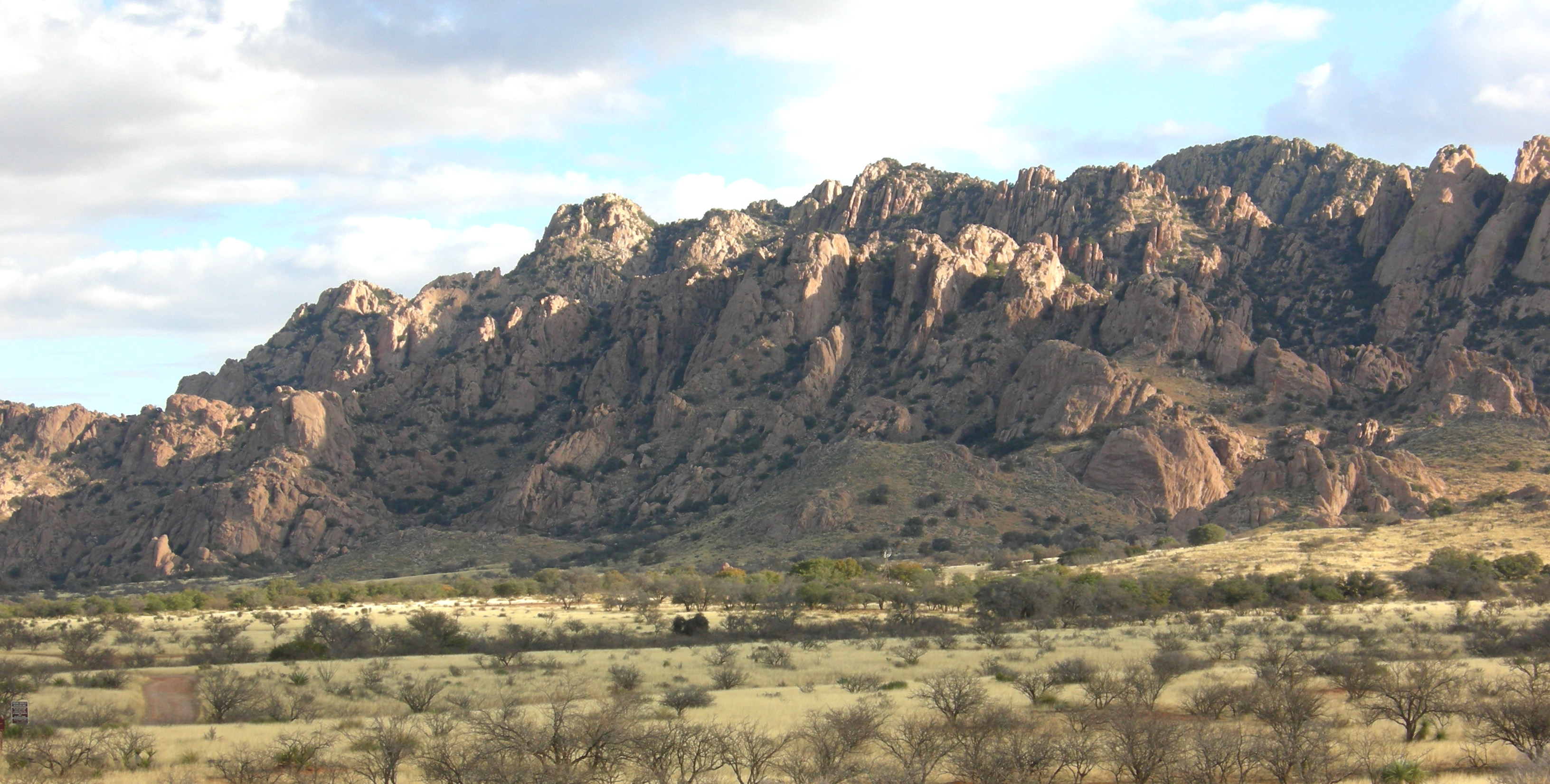
Die Dragoon Mountains im Südosten Arizonas, wo die Chokonen und andere Chiricahua-Apachengruppen unter Cochise die meiste Zeit lebten.

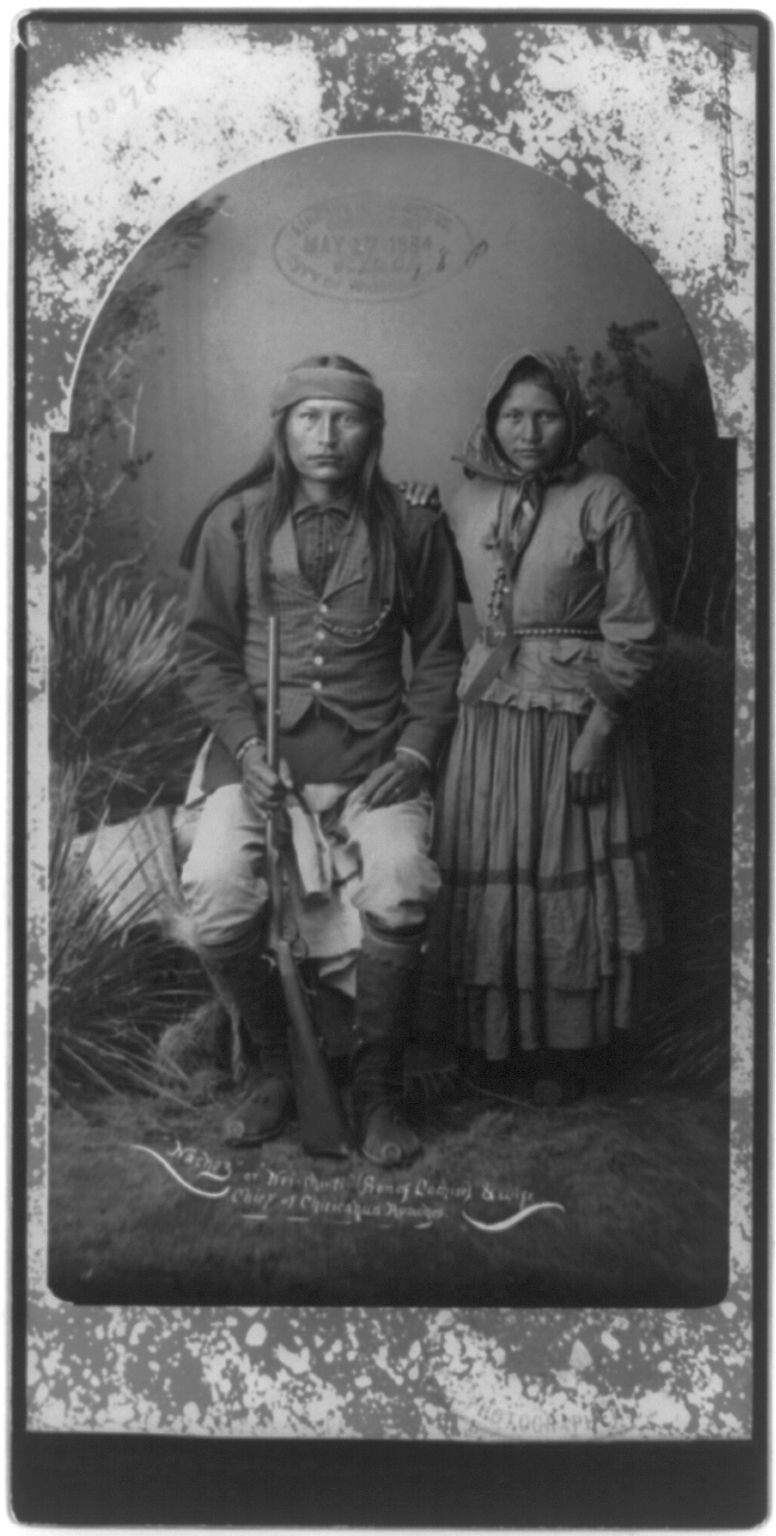
Naiche, ein Sohn von Cochise, mit seiner Ehefrau

Die kriegerischen Auseinandersetzungen waren nur durch kurze Friedensphasen unterbrochen, die in der Regel von den Eingewanderten gebrochen wurden. 1861 begann der letzte Krieg Cochises gegen die US-Armee infolge der Bascom-Affäre. George Bascom, ein junger, karrieresüchtiger Leutnant, beschuldigte Cochise des Viehdiebstahls und der Entführung eines Jungen. Cochise konnte sich seiner Gefangennahme bei den vorgeblichen Verhandlungen, die sich als Falle entpuppt hatten, durch eine dramatische Flucht entziehen. Ein Teil seiner Familie blieb in Geiselhaft. Darauf nahm Cochise andere Weiße als Gefangene. Als Bascom sich weigerte, Cochises Familienangehörige im Gefangenenaustausch herauszugeben, wurden die weißen Gefangenen der Apachen getötet. Darauf ließ Bascom die drei männlichen Verwandten Cochises hängen, was eine neue Kriegsphase zwischen den Chokonen und den Angloamerikanern auslöste.

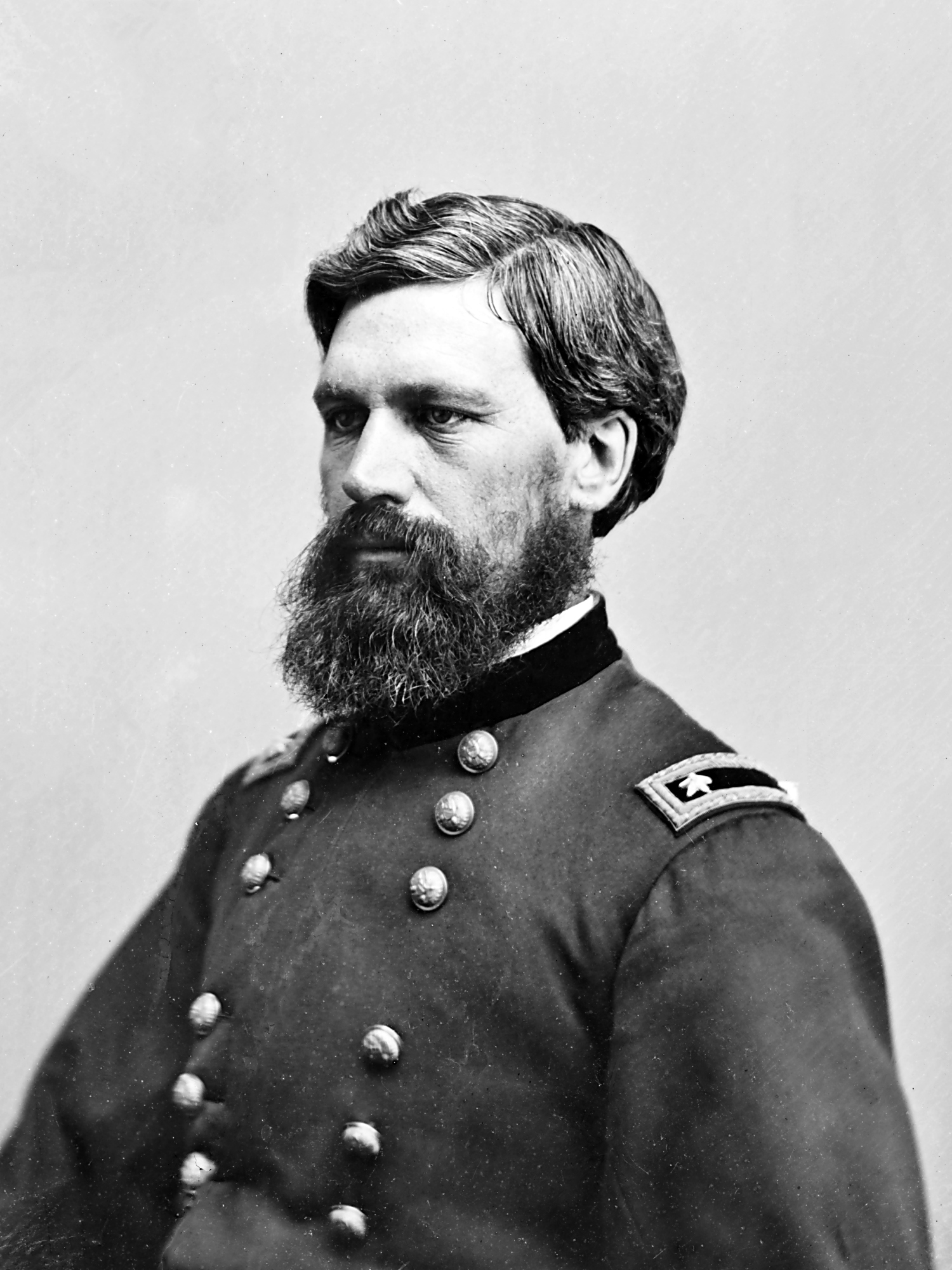
General Oliver Otis Howard, der 1872 den Friedensvertrag mit Cochise aushandelte (Foto von Mathew Brady, ca. 1860)

Nach dem Tod des Häuptlings der Bedonkohe-Apachen, Mangas Coloradas, war Cochise der einflussreichste Anführer der Chiricahua. Nach über zehn Jahren weiteren, legendenumwobenen Kampfes kam es 1872 auf Vermittlung von Tom Jeffords, einem US-amerikanischen Postreiter und ehemaligen Scout, zu dem Cochise ein freundschaftliches Verhältnis aufgebaut hatte, zu Friedensverhandlungen mit dem Bürgerkriegsveteran General Oliver Otis Howard, dem ein fairer Umgang mit den Indianern nachgesagt wurde. Es wurde ein Friedensvertrag ausgehandelt, bei dem den Bedonkohe ein eigenes Reservat zuerkannt wurde.
Cochise starb im Juni 1874. Bei Freund und Feind hatte er als geschickter Kriegstaktiker und aufrichtiger Mann gegolten, der sein einmal gegebenes Wort hielt. 1881 wurde das südöstlichste Territorium Arizonas, das Cochise County, nach ihm benannt. Es ist eins von wenigen unter den über 3.000 Countys der Vereinigten Staaten (äquivalent zu den Landkreisen in Deutschland), das nach einem einzelnen Indianer benannt wurde.

## Nach Cochises Tod
1876, zwei Jahre nach Cochises Tod, wurde das den Chokonen zugesprochene Reservat aufgelöst. Die Chokonen wurden wie andere Apachen-Stämme in das San-Carlos-Reservat umgesiedelt, wo sie auf die karge Unterstützung der US-Verwaltung angewiesen waren. Einer der beiden Söhne von Cochise, Naiche (verschiedentlich auch Nachise), entzog sich mit einigen anderen Apachen der Umsiedlung und schloss sich dem heiligen Mann und Kriegshäuptling der Bedonkohe und Nednhi, Geronimo, an. Unter Geronimo führten die wenigen noch kämpfenden Apachen einen letztlich aussichtslosen weiteren Guerillakampf gegen die US-Truppen, der wiederum etwa zehn Jahre dauern sollte. 1886 ergab sich schließlich die letzte freie Apachen-Gruppe, darunter auch Naiche und Geronimo, dem US-General Nelson Appleton Miles.

## Cochise in Literatur und Film
Das Leben Cochises und insbesondere seine Freundschaft mit Tom Jeffords bildete den Stoff für den 1947 erschienenen historischen Roman Blood Brother von Elliott Arnold (1964 in deutscher Übersetzung im Karl-May-Verlag Bamberg herausgegeben). Dieser Roman war seinerseits Grundlage für einen der ersten indianerfreundlichen Western Hollywoods, Broken Arrow von Delmer Daves im Jahr 1950 mit Jeff Chandler als Darsteller von Cochise und James Stewart als Tom Jeffords (deutscher Titel: „Der gebrochene Pfeil“).
Die Geschichte des Apachen-Aufstands, der durch die Bascom-Affaire ausgelöst wird, wird in den ersten fünf Bänden der Leutnant-Blueberry-Comicserie von Jean-Michel Charlier und Jean Giraud geschildert, in denen auch Cochise und Bascom auftauchen. Die Handlung wurde in das Jahr 1868 verlegt, nach dem Sezessionskrieg, verlegt.
Eine gewisse Ähnlichkeit der Freundschaft zwischen Tom Jeffords und Cochise mit den romantisierenden, erfundenen Abenteuergeschichten Karl Mays um die Blutsbrüderschaft zwischen den fiktiven Figuren Old Shatterhand und Winnetou ist rein zufällig und hat mit den historischen Gegebenheiten nichts zu tun – anders als der Roman Elliott Arnolds, auch wenn dieser das authentische Geschehen in ein romantisch verklärtes Licht rückt und unter anderem mit einer spekulativen Liebesgeschichte ausschmückt.

## Cochise-Assoziationen in der Pop-Kultur (speziell im musikalischen Bereich)
- Die deutsche Folk-Rock-Band Cochise benannte sich nach dem Apachen.
- Ebenso benannte sich die britische Country-Rock-Band Cochise nach ihm.
- Die US-amerikanische Rockband Audioslave gab ihrer Debütsingle den Titel Cochise.
- Der zweite Track des Albums Guitars von Mike Oldfield trägt den Titel Cochise.
- Cochise heißt auch der erste Track auf dem Album Live at Montreux des Jazz-Pianisten Les McCann, aufgenommen 1972 auf dem gleichnamigen Festival.